# Kensington Computer Products Group
Kensington Computer Technology Group es una división tecnológica de ACCO Brands. La empresa tiene su sede en Redwood Shores, un distrito de Redwood City, California . La sucursal alemana está ubicada en la localidad de Schorndorf .

## Productos
Kensington Technology Group vende accesorios y periféricos de computadora como ratones, teclados, estuches para computadoras portátiles y electrónica de consumo ( iPod, reproductores de MP3 ), fuentes de alimentación y sistemas antirrobo para computadoras y dispositivos electrónicos. Los accesorios para iPad también forman parte de la gama, como la funda protectora para tableta KeyFolio Expert con teclado Bluetooth integrado.  El uso de los accesorios está dirigido tanto a puestos de trabajo fijos como móviles. Hoy en día, Kensington es líder en el campo de los sistemas de bloqueo para seguridad informática que se comercializa con la marca MicroSaver®. 

## Historia de la empresa
La empresa Kensington se fundó en 1981. El primer producto fue el llamado "System Saver", que incluía un ventilador y un filtro de red para Apple, que tuvo bastante éxito. Desde 2005 ofrece Kensington Lock, un sistema antirrobo para portátiles y otros periféricos diseñado a mediados de los años 1980  y patentado por Kryptonite en 1999-2000,  posteriormente cedido a Schlage en 2002, junto con una gama de cerraduras individuales. Sistemas de bloqueo con varias opciones para proteger dispositivos informáticos como computadoras portátiles, computadoras de escritorio, proyectores, TFT y discos duros externos. Actualmente es una división de ACCO Brands .  